# Natalie Hagglund
Natalie Hagglund est une joueuse de volley-ball américaine née le 1er juillet 1992 à La Jolla (Californie). Elle mesure 1,74 m et joue au poste de libero. Elle totalise 11 sélections en équipe des États-Unis.

## Clubs
| Club                              | De        | À         |
| --------------------------------- | --------- | --------- |
| University of Southern California | 2010-2011 | 2012-2013 |
| VBC Voléro Zurich                 | 2014-2015 | …         |

## Palmarès

### Équipe nationale
- Grand Prix mondial
  - Finaliste : 2016.
- Coupe panaméricaine
  - Vainqueur : 2015[2]
  - Finaliste : 2014[3]
- Jeux Panaméricains
  - Vainqueur : 2015.
- Championnat d'Amérique du Nord
  - Vainqueur : 2015.

### Clubs
- Coupe de Suisse
  - Vainqueur: 2015, 2016.
- Championnat de Suisse
  - Vainqueur : 2015, 2016.

### Distinctions individuelles
- Championnat du monde de volley-ball féminin des moins de 20 ans 2011: Meilleure libero.